# EM-Qualifikation im Cadre 47/2 1978/79

Veranstaltungsort: Bochum

Die EM-Qualifikation im Cadre 47/2 1978/79 war eine Billard-Veranstaltung und fand am 11. November 1978 in Bochum statt.

## Geschichte
Da für die Saison 1978/79 durch den DBB keine Deutsche Meisterschaft im Terminkalender stand, aber im französischen Vesoul eine Europameisterschaft stattfand, mussten durch eine Qualifikation ein bzw. zwei Teilnehmer ermittelt werden. Diese kurzfristige Aufgabe übernahm der DBC Bochum 1926. In seinem Heimverein spielte Klaus Hose ein außergewöhnlich gutes Turnier. Sein Generaldurchschnitt (GD) von 171,42 wurde bis dahin von noch keinem deutschen Billardspieler erreicht. Da es ein offizielles Turnier des DBB war, war es natürlich ein neuer deutscher Rekord. Auch der Zweitplatzierte Wolfgang Zenkner qualifizierte sich mit einer guten Leistung für die Europameisterschaft. Leider liegen die kompletten Ergebnisse (Punkte und Aufnahmen) nicht vor.

## Turniermodus
Es wurde im Round-Robin-System bis 400 Punkte mit Nachstoß gespielt. Bei MP-Gleichstand wurde in folgender Reihenfolge gewertet:
1. MP = Matchpunkte
2. GD = Generaldurchschnitt
3. HS = Höchstserie

## Abschlusstabelle
| MP    | Match Points (Sieger = 2; Unentschieden = 1; Verlierer = 0) |
| Pkte. | Erzielte Karambolagen                                       |
| Aufn. | Benötigte Versuche                                          |
| GD    | Generaldurchschnitt                                         |
| BED   | Bester Einzeldurchschnitt eines Spielers                    |
| HS    | Höchstserie                                                 |
|       | Bester GD des Turniers                                      |
|       | Bester ED des Turniers                                      |
|       | Beste HS des Turniers                                       |
|       | 1. Platz (Gold)                                             |
|       | 2. Platz (Silber)                                           |
|       | 3. Platz (Bronze)                                           |

| Klassement                 | Klassement                 | Klassement | Klassement | Klassement | Klassement | Klassement | Klassement | Klassement |
| Platz                      | Name                       | MP         | Pkte.      | Aufn.      | GD         | BED        | HS         |            |
| -------------------------- | -------------------------- | ---------- | ---------- | ---------- | ---------- | ---------- | ---------- | ---------- |
| 1                          | Klaus Hose (Bochum)        | 6:0        | 1200       | 7          | 171,42     | 400,00     | 400        |            |
| 2                          | Wolfgang Zenkner (München) | 4:2        |            |            | 59,43      | 100,00     | 313        |            |
| 3                          | Günter Siebert (Essen)     | 2:4        |            |            | 40,76      | 50,00      | 223        |            |
| 4                          | Dieter Wirtz (Düsseldorf)  | 0:6        |            |            | 30,71      | –          | 141        |            |
| Turnierdurchschnitt: 60,62 |                            |            |            |            |            |            |            |            |